# Tour de Ski 2023/2024
De Tour de Ski 2023/2024 begon op 30 december 2023 in Toblach en eindigde op 7 januari 2024 in Val di Fiemme. Deze Tour de Ski maakt deel uit van de wereldbeker langlaufen 2023/2024. De Noor Harald Østberg Amundsen, bij de mannen, en de Amerikaanse Jessica Diggins, bij de vrouwen, wonnen deze Tour de Ski.

## Etappeschema
| Datum      | Plaats        | Etappe                        | Mannen                  | Vrouwen                 |
| ---------- | ------------- | ----------------------------- | ----------------------- | ----------------------- |
| 30/12/2023 | Toblach       | Sprint                        | 1,5 km (vrije stijl)    | 1,5 km (vrije stijl)    |
| 31/12/2023 | Toblach       | Intervalstart                 | 10 km (klassieke stijl) | 10 km (klassieke stijl) |
| 01/01/2024 | Toblach       | Achtervolging (handicapstart) | 20 km (vrije stijl)     | 20 km (vrije stijl)     |
| 03/01/2024 | Davos         | Sprint                        | 1,5 km (vrije stijl)    | 1,5 km (vrije stijl)    |
| 04/01/2024 | Davos         | Achtervolging (handicapstart) | 20 km (klassieke stijl) | 20 km (klassieke stijl) |
| 06/01/2024 | Val di Fiemme | Massastart                    | 15 km (klassieke stijl) | 15 km (klassieke stijl) |
| 07/01/2024 | Val di Fiemme | Massastart                    | 10 km (vrije stijl)     | 10 km (vrije stijl)     |

## Klassementen

### Algemeen klassement
| Mannen | Mannen                  | Mannen | Mannen    |
| #      | Naam                    | Land   | Tijd      |
| ------ | ----------------------- | ------ | --------- |
| 1      | Harald Østberg Amundsen | NOR    | 3:41.21,9 |
| 2      | Friedrich Moch          | GER    | + 1.19,2  |
| 3      | Hugo Lapalus            | FRA    | + 1.32,8  |
| 4      | Martin Løwstrøm Nyenget | NOR    | + 1.57,3  |
| 5      | Beda Klee               | SUI    | + 2.07,4  |
| 6      | Erik Valnes             | NOR    | + 2.17,7  |
| 7      | Henrik Dønnestad        | NOR    | + 2.41,7  |
| 8      | Jens Burman             | SWE    | + 3.05,4  |
| 9      | Jules Lapierre          | FRA    | + 3.53,8  |
| 10     | Mika Vermeulen          | AUT    | + 3.56,6  |

| Vrouwen | Vrouwen           | Vrouwen | Vrouwen   |
| #       | Naam              | Land    | Tijd      |
| ------- | ----------------- | ------- | --------- |
| 1       | Jessica Diggins   | USA     | 4:13.19,0 |
| 2       | Heidi Weng        | NOR     | + 31,6    |
| 3       | Kerttu Niskanen   | FIN     | + 39,7    |
| 4       | Frida Karlsson    | SWE     | + 1.17,4  |
| 5       | Jonna Sundling    | SWE     | + 1.47,9  |
| 6       | Linn Svahn        | SWE     | + 2.06,3  |
| 7       | Krista Pärmäkoski | FIN     | + 2.08,6  |
| 8       | Patrīcija Eiduka  | LAT     | + 2.23,5  |
| 9       | Victoria Carl     | GER     | + 2.39,9  |
| 10      | Delphine Claudel  | FRA     | + 2.41,2  |

### Sprintklassement
| Mannen | Mannen                  | Mannen | Mannen |
| #      | Naam                    | Land   | Punten |
| ------ | ----------------------- | ------ | ------ |
| 1      | Lucas Chanavat          | FRA    | 80     |
| 2      | Jules Chappaz           | FRA    | 59     |
| 3      | Edvin Anger             | SWE    | 54     |
| 4      | Erik Valnes             | NOR    | 51     |
| 5      | Harald Østberg Amundsen | NOR    | 47     |
| 6      | Antoine Cyr             | CAN    | 42     |
| 7      | Mika Vermeulen          | AUT    | 27     |
| 8      | Martin Løwstrøm Nyenget | NOR    | 19     |
| 9      | Håvard Solås Taugbøl    | NOR    | 17     |
| 10     | Matz William Jenssen    | NOR    | 17     |

| Vrouwen | Vrouwen          | Vrouwen | Vrouwen |
| #       | Naam             | Land    | Punten  |
| ------- | ---------------- | ------- | ------- |
| 1       | Linn Svahn       | SWE     | 71      |
| 2       | Jessica Diggins  | USA     | 62      |
| 3       | Frida Karlsson   | SWE     | 55      |
| 4       | Jonna Sundling   | SWE     | 48      |
| 5       | Katharina Hennig | GER     | 35      |
| 6       | Kerttu Niskanen  | FIN     | 34      |
| 7       | Teresa Stadlober | AUT     | 33      |
| 8       | Heidi Weng       | NOR     | 32      |
| 9       | Victoria Carl    | GER     | 22      |
| 10      | Emma Ribom       | SWE     | 22      |

## Etappes

### Etappe 1
| Mannen | Mannen                  | Mannen | Mannen |
| #      | Naam                    | Land   |        |
| ------ | ----------------------- | ------ | ------ |
| 1      | Lucas Chanavat          | FRA    |        |
| 2      | Jules Chappaz           | FRA    |        |
| 3      | Ben Ogden               | USA    |        |
| 4      | Erik Valnes             | NOR    |        |
| 5      | Valerio Grond           | SUI    |        |
| 6      | Harald Østberg Amundsen | NOR    |        |
| 7      | Lauri Vuorinen          | FIN    |        |
| 8      | Matz William Jenssen    | NOR    |        |
| 9      | Michael Hellweger       | ITA    |        |
| 10     | Håvard Solås Taugbø     | NOR    |        |

| Vrouwen | Vrouwen                 | Vrouwen | Vrouwen |
| #       | Naam                    | Land    |         |
| ------- | ----------------------- | ------- | ------- |
| 1       | Linn Svahn              | SWE     |         |
| 2       | Jonna Sundling          | SWE     |         |
| 3       | Kristine Stavås Skistad | NOR     |         |
| 4       | Emma Ribom              | SWE     |         |
| 5       | Nadine Fähndrich        | SUI     |         |
| 6       | Johanna Hagström        | SWE     |         |
| 7       | Coletta Rydzek          | GER     |         |
| 8       | Mathilde Myhrvold       | NOR     |         |
| 9       | Jessica Diggins         | USA     |         |
| 10      | Patrīcija Eiduka        | LAT     |         |

### Etappe 2
| Mannen | Mannen                  | Mannen | Mannen  |
| #      | Naam                    | Land   | Tijd    |
| ------ | ----------------------- | ------ | ------- |
| 1      | Perttu Hyvärinen        | FIN    | 23.08,6 |
| 2      | Erik Valnes             | NOR    | + 16,2  |
| 3      | Harald Østberg Amundsen | NOR    | + 17,2  |
| 4      | Jens Burman             | SWE    | + 27,4  |
| 5      | William Poromaa         | SWE    | + 40,4  |
| 6      | Beda Klee               | SUI    | + 42,9  |
| 7      | Friedrich Moch          | GER    | + 44,6  |
| 8      | Martin Løwstrøm Nyenget | NOR    | + 45,8  |
| 9      | Ben Ogden               | USA    | + 46,2  |
| 10     | Hugo Lapalus            | FRA    | + 51,6  |

| Vrouwen | Vrouwen           | Vrouwen | Vrouwen |
| #       | Naam              | Land    | Tijd    |
| ------- | ----------------- | ------- | ------- |
| 1       | Kerttu Niskanen   | FIN     | 25.48,0 |
| 2       | Victoria Carl     | GER     | + 6,7   |
| 3       | Jessica Diggins   | USA     | + 10,7  |
| 4       | Rosie Brennan     | USA     | + 15,2  |
| 5       | Katharina Hennig  | GER     | + 29,0  |
| 6       | Heidi Weng        | NOR     | + 40,8  |
| 7       | Krista Pärmäkoski | FIN     | + 43,4  |
| 8       | Astrid Øyre Slind | NOR     | + 45,5  |
| 9       | Linn Svahn        | SWE     | + 52,3  |
| 10      | Teresa Stadlober  | AUT     | + 53,2  |

### Etappe 3
| Mannen | Mannen                  | Mannen | Mannen   |
| #      | Naam                    | Land   | Tijd     |
| ------ | ----------------------- | ------ | -------- |
| 1      | Harald Østberg Amundsen | NOR    | 52.38,0  |
| 2      | Erik Valnes             | NOR    | + 32,9   |
| 3      | Jan Thomas Jenssen      | NOR    | + 1.04,6 |
| 4      | William Poromaa         | SWE    | + 1.04,9 |
| 5      | Martin Løwstrøm Nyenget | NOR    | + 1.04,9 |
| 6      | Friedrich Moch          | GER    | + 1.05,5 |
| 7      | Beda Klee               | SUI    | + 1.06,3 |
| 8      | Hugo Lapalus            | FRA    | + 1.06,3 |
| 9      | Federico Pellegrino     | ITA    | + 1.08,8 |
| 10     | Gus Schumacher          | USA    | + 1.09,2 |

| Vrouwen | Vrouwen           | Vrouwen | Vrouwen  |
| #       | Naam              | Land    | Tijd     |
| ------- | ----------------- | ------- | -------- |
| 1       | Jessica Diggins   | USA     | 58.18,7  |
| 2       | Victoria Carl     | GER     | + 46,5   |
| 3       | Linn Svahn        | SWE     | + 48,2   |
| 4       | Jonna Sundling    | SWE     | + 48,2   |
| 5       | Astrid Øyre Slind | NOR     | + 49,6   |
| 6       | Heidi Weng        | NOR     | + 51,7   |
| 7       | Frida Karlsson    | SWE     | + 52,5   |
| 8       | Kerttu Niskanen   | FIN     | + 52,6   |
| 9       | Emma Ribom        | SWE     | + 55,7   |
| 10      | Krista Pärmäkoski | FIN     | + 1.18,0 |

### Etappe 4
| Mannen | Mannen               | Mannen | Mannen |
| #      | Naam                 | Land   |        |
| ------ | -------------------- | ------ | ------ |
| 1      | Lucas Chanavat       | FRA    |        |
| 2      | Edvin Anger          | SWE    |        |
| 3      | Federico Pellegrino  | ITA    |        |
| 4      | Gus Schumacher       | USA    |        |
| 5      | Håvard Solås Taugbøl | NOR    |        |
| 6      | Matz William Jenssen | NOR    |        |
| 7      | Valerio Grond        | SUI    |        |
| 8      | Lauri Vuorinen       | FIN    |        |
| 9      | Erik Valnes          | NOR    |        |
| 10     | Benjamin Moser       | AUT    |        |

| Vrouwen | Vrouwen                 | Vrouwen | Vrouwen |
| #       | Naam                    | Land    |         |
| ------- | ----------------------- | ------- | ------- |
| 1       | Linn Svahn              | SWE     |         |
| 2       | Kristine Stavås Skistad | NOR     |         |
| 3       | Jessica Diggins         | USA     |         |
| 4       | Maja Dahlqvist          | SWE     |         |
| 5       | Johanna Hagström        | SWE     |         |
| 6       | Mathilde Myhrvold       | NOR     |         |
| 7       | Nadine Fähndrich        | SUI     |         |
| 8       | Anne Kjersti Kalvå      | NOR     |         |
| 9       | Alina Meier             | SUI     |         |
| 10      | Jasmi Joensuu           | FIN     |         |

### Etappe 5
| Mannen | Mannen                  | Mannen | Mannen   |
| #      | Naam                    | Land   | Tijd     |
| ------ | ----------------------- | ------ | -------- |
| 1      | Harald Østberg Amundsen | NOR    | 57.57,7  |
| 2      | Henrik Dønnestad        | NOR    | + 0,5    |
| 3      | Martin Løwstrøm Nyenget | NOR    | + 34,6   |
| 4      | Hugo Lapalus            | FRA    | + 34,7   |
| 5      | Friedrich Moch          | GER    | + 35,7   |
| 6      | Beda Klee               | SUI    | + 36,4   |
| 7      | Antoine Cyr             | CAN    | + 49,6   |
| 8      | Remi Bourdin            | FRA    | + 51,3   |
| 9      | Pål Golberg             | NOR    | + 1.09,0 |
| 10     | Federico Pellegrino     | ITA    | + 1.14,1 |

| Vrouwen | Vrouwen                  | Vrouwen | Vrouwen   |
| #       | Naam                     | Land    | Tijd      |
| ------- | ------------------------ | ------- | --------- |
| 1       | Kerttu Niskanen          | FIN     | 1:12.00,7 |
| 2       | Rosie Brennan            | USA     | + 0,8     |
| 3       | Jessica Diggins          | USA     | + 8,7     |
| 4       | Jonna Sundling           | SWE     | + 13,2    |
| 5       | Frida Karlsson           | SWE     | + 13,6    |
| 6       | Heidi Weng               | NOR     | + 13,9    |
| 7       | Margrethe Bergane        | NOR     | + 14,4    |
| 8       | Kristin Austgulen Fosnæs | NOR     | + 15,1    |
| 9       | Katharina Hennig         | GER     | + 15,2    |
| 10      | Kateřina Janatová        | CZE     | + 16,6    |

### Etappe 6
| Mannen | Mannen                  | Mannen | Mannen  |
| #      | Naam                    | Land   | Tijd    |
| ------ | ----------------------- | ------ | ------- |
| 1      | Erik Valnes             | NOR    | 50.50,6 |
| 2      | William Poromaa         | SWE    | + 0,9   |
| 3      | Cyril Fähndrich         | SUI    | + 1,1   |
| 4      | Pål Golberg             | NOR    | + 7,0   |
| 5      | Friedrich Moch          | GER    | + 7,5   |
| 6      | Harald Østberg Amundsen | NOR    | + 7,9   |
| 7      | Calle Halfvarsson       | SWE    | + 8,5   |
| 8      | Hugo Lapalus            | FRA    | + 8,9   |
| 9      | Remi Bourdin            | FRA    | + 9,2   |
| 10     | Martin Løwstrøm Nyenget | NOR    | + 9,3   |

| Vrouwen | Vrouwen          | Vrouwen | Vrouwen |
| #       | Naam             | Land    | Tijd    |
| ------- | ---------------- | ------- | ------- |
| 1       | Linn Svahn       | SWE     | 53.49,7 |
| 2       | Frida Karlsson   | SWE     | + 0,4   |
| 3       | Katharina Hennig | GER     | + 1,6   |
| 4       | Jonna Sundling   | SWE     | + 2,4   |
| 5       | Teresa Stadlober | AUT     | + 3,0   |
| 6       | Delphine Claudel | FRA     | + 3,8   |
| 7       | Victoria Carl    | GER     | + 5,2   |
| 8       | Jessica Diggins  | USA     | + 5,7   |
| 9       | Heidi Weng       | NOR     | + 7,9   |
| 10      | Kerttu Niskanen  | FIN     | + 8,4   |

### Etappe 7
| Mannen | Mannen                  | Mannen | Mannen   |
| #      | Naam                    | Land   | Tijd     |
| ------ | ----------------------- | ------ | -------- |
| 1      | Jules Lapierre          | FRA    | 33.00,7  |
| 2      | Friedrich Moch          | GER    | + 2,4    |
| 3      | Hugo Lapalus            | FRA    | + 16,0   |
| 4      | Mika Vermeulen          | AUT    | + 27,8   |
| 5      | Harald Østberg Amundsen | NOR    | + 30,2   |
| 6      | Martin Løwstrøm Nyenget | NOR    | + 45,5   |
| 7      | Jens Burman             | SWE    | + 46,6   |
| 8      | Beda Klee               | SUI    | + 46,6   |
| 9      | Arsi Ruuskanen          | FIN    | + 1.05,9 |
| 10     | Maurice Manificat       | FRA    | + 1.10,9 |

| Vrouwen | Vrouwen                  | Vrouwen | Vrouwen  |
| #       | Naam                     | Land    | Tijd     |
| ------- | ------------------------ | ------- | -------- |
| 1       | Sophia Laukli            | USA     | 38.16,5  |
| 2       | Heidi Weng               | NOR     | + 17,1   |
| 3       | Delphine Claudel         | FRA     | + 37,7   |
| 4       | Kerttu Niskanen          | FIN     | + 39,2   |
| 5       | Patrīcija Eiduka         | LAT     | + 41,0   |
| 6       | Jessica Diggins          | USA     | + 48,5   |
| 7       | Krista Pärmäkoski        | FIN     | + 1.02,1 |
| 8       | Kristin Austgulen Fosnæs | NOR     | + 1.07,5 |
| 9       | Katharina Hennig         | GER     | + 1.12,1 |
| 10      | Frida Karlsson           | SWE     | + 1.21,9 |

## Klassementsleiders na elke etappe
| Etappe | Mannen                  | Mannen           | Vrouwen             | Vrouwen          |
| Etappe | Algemeen klassement     | Puntenklassement | Algemeen klassement | Puntenklassement |
| ------ | ----------------------- | ---------------- | ------------------- | ---------------- |
| 1      | Lucas Chanavat          | Lucas Chanavat   | Linn Svahn          | Linn Svahn       |
| 2      | Erik Valnes             | Ben Ogden        | Jessica Diggins     | Linn Svahn       |
| 3      | Harald Østberg Amundsen | Ben Ogden        | Jessica Diggins     | Linn Svahn       |
| 4      | Harald Østberg Amundsen | Lucas Chanavat   | Jessica Diggins     | Linn Svahn       |
| 5      | Harald Østberg Amundsen | Lucas Chanavat   | Jessica Diggins     | Linn Svahn       |
| 6      | Harald Østberg Amundsen | Lucas Chanavat   | Jessica Diggins     | Linn Svahn       |
| 7      | Harald Østberg Amundsen | Lucas Chanavat   | Jessica Diggins     | Linn Svahn       |